# Доходный дом Бебутовой
Доходный дом Бебутовой — памятник архитектуры, расположенный в городе Москве.

## История
Здание возведено в период между 1908 и 1909 годами по проекту архитектора немецкого происхождения и крупного мастера московского модерна Г. А. Гельриха.
Первыми владельцами доходного дома были статский советник Владимир Григорьевич Бебутов и его жена Розалия Борисовна, а также их четверо детей. Всё семейство до 1919 года занималось благотворительностью, в том числе реставрацией монастырей и прочих архитектурных сооружений.
В 1910-х годах в здании проживал философ-мистик, композитор и путешественник первой половины XX века Г. И. Гурджиев.
Какое-то время в постройке находилась мастерская русского, советского скульптора-монументалиста и директора ГМИИ имени А. С. Пушкина С. Д. Меркурова.
До 1917 года в некоторой части доходного дома располагалось Генеральное консульство Франции в Москве. После Октябрьской революции и до настоящего времени здание является жилым, в нём находятся коммунальные квартиры.
Доходный дом Бебутовой охраняется как один из объектов культурного наследия федерального значения.

## Архитектура
Здание имеет пять этажей и завершатся своеобразным карнизом. Интерес представляют лепнина и балконы второго этажа доходного дома.